# Ghost in the Shell: SAC 2045
Ghost in the Shell: SAC_2045 (攻殻機動隊 SAC_2045 Kōkaku Kidōtai: SAC_2045?) es una serie ONA original de Netflix en formato CGI basada en serie de manga Ghost in the Shell de Masamune Shirow, ambientada en la subcontinuidad del arco Stand Alone Complex.
La primera temporada se estrenó exclusivamente en Netflix en todo el mundo el 23 de abril de 2020. Recibió críticas generalmente negativas y los críticos la consideraron inferior a los medios anteriores de Ghost in the Shell. Su segunda temporada se estrenó el 23 de mayo de 2022.

## Sipnosis
En el año 2045, luego de un desastre económico conocido como Incumplimiento Global Simultáneo que destruyó el valor de todas las formas de papel y moneda electrónica, las "Cuatro Grandes" naciones del mundo están involucradas en un estado de "Guerra Sostenible" interminable. para mantener la economía en marcha. En este mundo, Motoko Kusanagi, Batou y otros miembros de la Sección 9 de Seguridad Pública se han contratado como mercenarios bajo el grupo "GHOST", utilizando sus mejoras cibernéticas y su experiencia de batalla para ganarse la vida mientras desactivan puntos calientes en todo el mundo. Sin embargo, la aparición de "Post Humans" y una conspiración descubierta por el exjefe Aramaki obligan a la Sección 9 a reunirse.

## Reparto
| Personaje         | Seiyū Japón        | Actor de doblaje Estados Unidos | Actor de doblaje Hispanoamérica |
| ----------------- | ------------------ | ------------------------------- | ------------------------------- |
| Motoko Kusanagi   | Atsuko Tanaka      | Mary Elizabeth McGlynn          | Jessica Ortiz                   |
| Daisuke Aramaki   | Osamu Saka         | William Knight                  | José Luis Orozco                |
| Batou             | Akio Ōtsuka        | Richard Epcar                   | Leonardo García                 |
| Togusa            | Kōichi Yamadera    | Crispin Freeman                 | Arturo Mercado Jr.              |
| Ishikawa          | Yutaka Nakano      | Michael McCarty                 | Enrique Cervantes               |
| Saito             | Tōru Ōkawa         | Dave Whittenberg                |                                 |
| Paz               | Takashi Onozuka    | Bob Bucholtz                    |                                 |
| Borma             | Tarō Yamaguchi     | Dean Wein                       |                                 |
| Tachikoma         | Sakiko Tamagawa    | Melissa Fahn                    | Azul Valadez                    |
| Purin Esaki       | Megumi Han         | Cherami Leigh                   | Fernanda Gastélum               |
| Standard          | Kenjirō Tsuda      | Keith Silverstein               | Víctor Ruiz                     |
| John Smith        | Kaji Soze          | Roger Craig Smith               | Idzi Dutkiewicz                 |
| Chris Otomo Tate  | Shigeo Kiyama      | Armen Taylor                    | José Antonio Macías             |
| Takashi Shimamura | Megumi Hayashibara | Max Mittelman                   | Diego Becerril                  |
| Yuzu Shimamura    | Sumire Morohoshi   |                                 |                                 |
| Ada Byron         | Tsugumi Iki        |                                 | Cony Madera                     |

## Producción
Kōdansha y Production I.G anunciaron el 7 de abril de 2017 que Kenji Kamiyama y Shinji Aramaki codirigirían una nueva producción de anime de Ghost in the Shell. El 7 de diciembre de 2018, Netflix informó que había adquirido los derechos de transmisión mundial de la serie ONA, titulada Ghost in the Shell: SAC_2045, y que se estrenaría el 23 de abril de 2020. La serie está en 3DCG y Sola Digital Arts colaboró con Production I.G en el proyecto e Ilya Kuvshinov manejó los diseños de personajes. El doblaje en inglés no estuvo disponible, sino hasta el 3 de mayo debido a la pandemia de COVID-19, lo que provocó retrasos en la producción de su grabación. Se afirmó que la serie tendrá dos temporadas de 12 episodios cada una, y la segunda parte se estrenará en 2022.
En julio de 2021, se anunció que la primera temporada se adaptaría a una película recopilatoria, que se estrenó el 12 de noviembre de 2021.

### Lista de episodios

#### Primera temporada
| # | Título                                                     | Estreno             |
| --- | ---------------------------------------------------------- | ------------------- |
| 1 | «NO NOISE NO LIFE - Sustainable War»                       | 23 de abril de 2020 |
| Motoko se encuentra con Batou, Saito, Ishikawa y el nuevo recluta Standard (a quien Batou apoda "Payaso") en las carreteras devastadas por la guerra de Palm Springs mientras intentan encontrar a la persona que suministra armas de alto poder a los bandidos locales. Mientras tanto, un Togusa recién divorciado ha regresado al trabajo policial en Japón cuando Aramaki pide su ayuda con una nueva investigación. De vuelta en Palm Springs, el grupo de Motoko se encuentra con un informante confidencial que afirma que los beligerantes están obteniendo armas de un "buen 1%er", pero no saben quién es, cuando de repente se encuentran con un perro guardián robótico. |                                                            |                     |
| 2 | «AT YOUR OWN RISK - Divided by a Wall»                     | 23 de abril de 2020 |
| Los beligerantes en Palm Springs sufren grandes pérdidas, pero se abren paso a tiros entre el grupo de Motoko usando un APC de alta tecnología y un dron con misiles Hellfire. Motoko logra derribar el dron mientras su equipo desactiva el APC, pero el dron supuestamente derribado dispara un misil a una mansión en la distancia y la destruye. Mientras tanto, en Japón, Aramaki le cuenta a Togusa el plan del nuevo Primer Ministro para revivir el PSS9. |                                                            |                     |
| 3 | «MAVERICK - Missing In Action»                             | 23 de abril de 2020 |
| El escuadrón GHOST de Motoko es detenido por un escuadrón de cyborgs de la Fuerza Delta de EE. UU. Un agente estadounidense que se hace llamar John Smith contrata a GHOST para una misión de rescate y les pide que realicen una variedad de ejercicios de entrenamiento de realidad virtual , mientras planea en secreto matarlos después. Mientras tanto, Togusa intenta ponerse en contacto con los antiguos miembros de PSS9 y sigue el rastro hasta California, y finalmente se encuentra con uno de los Tachikoma de Motoko. |                                                            |                     |
| 4 | «SACRIFICIAL PAWN - Emissary from the Divide»              | 23 de abril de 2020 |
| Togusa ayuda accidentalmente a John Smith a confirmar las identidades de GHOST mientras se le advierte que no profundice más. El Tachikoma de Motoko le pide a Togusa que ayude a reparar a su camarada dañado. Aramaki descubre que la NSA está usando GHOST, pero no puede recuperarlos a través de sus contactos, lo que lo obliga a pedirle al Primer Ministro que intervenga. GHOST entra en acción cerca de Beverly Hills, donde se dan cuenta de que su objetivo es un empresario de robótica llamado Patrick Huge, y que la misión no es un rescate sino un secuestro. |                                                            |                     |
| 5 | «PATRICK HUGE - Gift from God»                             | 23 de abril de 2020 |
| El escuadrón GHOST de Motoko se infiltra en la casa de Patrick Huge pero no puede detenerlo, ya que inexplicablemente esquiva todos sus disparos y la mayoría de sus ataques. Después de luchar a través de los robots de seguridad de Huge, el equipo lucha contra el propio Huge, equipado con un traje blindado. El equipo logra desactivar el traje y Motoko intenta sumergirse en el cerebro cibernético de Huge, luego le ordena a Saito que le dispare a Huge en la cabeza antes de que se pierda. Mientras John Smith y los agentes de Delta Force planean matar a todos allí, el presidente le ordena a John que se retire cuando Aramaki parece escoltar a PSS9 de regreso a casa. |                                                            |                     |
| 6 | «DISCLOSURE - Quantized Gospel»                            | 23 de abril de 2020 |
| John Smith confirma que Patrick Huge era el "buen 1%er" que proporcionaba armas a los bandidos, luego escolta al escuadrón GHOST a una instalación secreta del gobierno donde tiene retenido a Gary Harts, un sargento mayor retirado del ejército de EE. UU. y el primer "posthumano" conocido. quien casi sin ayuda lanzó un misil nuclear contra Moscú hasta que quedó inerte por un afortunado disparo en la cabeza. Sin embargo, Gary, supuestamente con muerte cerebral, usa mensajes codificados para realizar un ataque de desbordamiento de búfer en los sistemas de emergencia de las instalaciones, tomando el control de los robots de seguridad. Motoko le ordena a Batou que mate a Gary antes de que pueda escapar de su confinamiento.                                                                     |                                                            |                     |
| 7 | «PIE IN THE SKY - First Bank Robbery»                      | 23 de abril de 2020 |
| Batou se dirige a un banco en Fukuoka para depositar las ganancias de su trabajo con GHOST, pero de repente se ve envuelto en un robo a un banco tramado por unos cuantos ancianos que perdieron sus fondos de jubilación en el Incumplimiento global simultáneo. Después de escuchar sus historias, Batou decide ayudarlos depositando sus fondos en el banco y luego usando su cuenta para vender en corto una criptomoneda usando la terminal del gerente de la sucursal antes de que el SAT asalte el edificio para rescatarlos. Los adultos mayores dividen sus fondos, el gerente de la sucursal es arrestado por la caída de la criptomoneda y Batou se reúne con PSS9. |                                                            |                     |
| 8 | «ASSEMBLE - What Came About as a Result of Togusa's Death» | 23 de abril de 2020 |
| PSS9 se reúne con el primer ministro japonés Tate y John Smith, quienes informan al grupo que hay 14 Posthumanos conocidos en todo el mundo (incluidos los dos asesinados anteriormente) y tres de ellos están en Japón, pero no hay imágenes de ellos después de que se transformaron. Aramaki ofrece dejar que cada miembro decida si quiere trabajar con PSS9 en este nuevo caso. Motoko le pide a Togusa que elimine al topo en la oficina de Tate. Después de que Togusa descubre la identidad del grupo que espía a Tate, PSS9 obtiene el presupuesto solicitado y decide colectivamente hacerse cargo del caso de Posthuman. |                                                            |                     |
| 9 | «IDENTITY THEFT - The Lonely Struggle»                     | 23 de abril de 2020 |
| Sanji Yaguchi, un boxeador convertido en posthumano, es visto en Fukuoka matando a un burócrata solo con el puño. Purin recopila datos que sugieren que Sanji ha estado asesinando en serie a inmigrantes y refugiados vinculados a los proyectos de reconstrucción de Tokio. El suegro de Tate, que dirige la empresa que se beneficia de la reconstrucción, pronto muere de manera similar. Tate decide atraer a Sanji convirtiéndose en el cebo. Motoko y Batou trabajan juntos para derrotar a Sanji. Motoko se pregunta por qué Sanji no atacó inmediatamente a Tate, ya que John Smith toma a Sanji bajo su custodia. |                                                            |                     |
| 10 | «NET PEOPLE - What Led to the Hate Mob»                    | 23 de abril de 2020 |
| Purin está en el caso de un gerente intermedio que murió en un aeropuerto cuando 3 millones de piratas informáticos fueron dirigidos de alguna manera para atacar su cerebro cibernético al mismo tiempo. Ella rastrea a un sospechoso llamado Koji, quien la lleva a un maestro hacker llamado "Rey sin nombre". El Rey le cuenta a Purin sobre su programa "Think Pol", que se usa para promulgar la justicia de la mafia en un objetivo elegido de forma remota, cuando Motoko descubre que el Rey es un estudiante de secundaria llamado Uotori. Uotori le dice a Motoko que otra persona de su escuela secundaria escribió el programa original, pero él escindió Think Pol para "democratizarlo". De repente, el programa elige a Tate como su próximo objetivo, lo que obliga a PSS9 a entrar en acción y salvarlo. |                                                            |                     |
| 11 | «EDGELORD - Revolution of the 14-Year-Olds»                | 23 de abril de 2020 |
| Motoko y Togusa comienzan a investigar al desarrollador original de Think Pol, un niño poshumano llamado Takashi Shimamura, y visitan su antiguo hogar para entrevistar a su madre. En el pasado, Takashi desarrolló Think Pol y lo usó con éxito para matar a un maestro sospechoso de abusar de una compañera de clase y provocar su muerte. Después de que Motoko y Togusa se van, la madre de Takashi descubre que Takashi de alguna manera dejó su manta favorita sobre el escritorio con una carta para ella. |                                                            |                     |
| 12 | «NOSTALGIA - All Will Become N.»                           | 23 de abril de 2020 |
| Mientras analiza el código escrito por Takashi, Togusa tropieza con un programa destinado a despertar recuerdos olvidados. Togusa y Batou deciden seguir su última pista hasta un antiguo pueblo abandonado en Kioto, donde Takashi se quedó brevemente con su tío. Al llegar a la aldea, Togusa comienza a ver algunos de los recuerdos más antiguos de Takashi: conocer a un Ranger de la FAD, leer una copia traducida de la novela 1984 de George Orwell y presenciar un tiroteo donde una bala perdida le quitó la vida a su prima Yuzu. Al final, el recuerdo de Takashi le ofrece a Togusa un lugar en un camión. Batou de repente pierde de vista a Togusa cuando los Tachikoma se despiden de él. |                                                            |                     |

#### Segunda temporada
| #  | Título                                         | Estreno            |
| -- | ---------------------------------------------- | ------------------ |
| 13 | «DOMINO EEFFECT - Silly Kukushkin»             | 23 de mayo de 2022 |
| 14 | «CLOSE CALL - I've Awoken»                     | 23 de mayo de 2022 |
| 15 | «FACTOR - 1A84»                                | 23 de mayo de 2022 |
| 16 | «MEMORIES - Born in Heaven»                    | 23 de mayo de 2022 |
| 17 | «ROOM 101 - Man's Search for Meaning»          | 23 de mayo de 2022 |
| 18 | «N-POWER - How to Build an Independent Nation» | 23 de mayo de 2022 |
| 19 | «TRUTH POINT OF CONTACT - Bridge of Promise»   | 23 de mayo de 2022 |
| 20 | «DEMI DEUS - Those Who Evolve Toward Divinity» | 23 de mayo de 2022 |
| 21 | «LAST RESORT - A Long Slumber»                 | 23 de mayo de 2022 |
| 22 | «OPERATION STANDOFF - The Battle Begins»       | 23 de mayo de 2022 |
| 23 | «DOOMSDAY - The Moon over the Ruined Castle»   | 23 de mayo de 2022 |
| 24 | «DOUBLE THINK - Event Boundary»                | 23 de mayo de 2022 |

## Recepción
La primera temporada del anime recibió críticas generalmente negativas de los críticos, obteniendo un índice de aprobación del 14% en el agregador de reseñas Rotten Tomatoes.
Max Genecov de Polygon escribió que la serie "no tenía la estética o el estado de ánimo viscerales que hicieron de Ghost in the Shell un elemento indeleble de cómo pensamos sobre nuestras vidas interconectadas". Escribiendo para The AV Club, Toussaint Egan calificó la serie con una C-, calificando las secuencias de acción como "horribles" y opinando que "tan maravilloso como es volver a las interpretaciones de esta serie del Mayor Kusanagi y compañía después de más de un dentro de una década, será mejor que desempolves los DVD de Stand Alone Complex y le des una oportunidad a este". Kayla Cobb de Decider escribió que "una y otra vez SAC_2045 ignora el camino más profundo y elige en su lugar señalar y babear". Theron Martin de Anime News Network escribió que la serie era "fácilmente la entrada más débil de la franquicia hasta el momento, incluso por debajo de Ghost in the Shell 2: Innocence".